# Хорње Захорани
Хорње Захорани (слч. Horné Zahorany) насељено је мјесто са административним статусом сеоске општине (слч. obec) у округу Римавска Собота, у Банскобистричком крају, Словачка Република.

## Становништво
| Година:    | 1994. | 2004.   | 2014.   | 2024.    |
| ---------- | ----- | ------- | ------- | -------- |
| Број људи: | 144   | 143     | 129     | 102      |
| Разлика:   |       | -0,69 % | -9,79 % | -20,93 % |

| Година:    | 2023. | 2024.   |
| ---------- | ----- | ------- |
| Број људи: | 99    | 102     |
| Разлика:   |       | +3,03 % |

Према подацима о броју становника из 2011. године насеље је имало 138 становника.